# Potentilla nurensis
Potentilla nurensis är en rosväxtart som beskrevs av Pierre Edmond Boissier och Hausskn.. Potentilla nurensis ingår i Fingerörtssläktet som ingår i familjen rosväxter. Inga underarter finns listade i Catalogue of Life.